# HD 97101
HD 97101 — кратная звезда в созвездии Большой Медведицы на расстоянии приблизительно 39 световых лет (около 11,9 парсек) от Солнца. Возраст звезды определён как около 12,4 млрд лет.
Вокруг звезды обращается, как минимум, две планеты.

## Характеристики
Первый компонент (GJ 414 A) — оранжевый карлик спектрального класса K5, или K7V. Видимая звёздная величина звезды — +8,864m. Масса — около 0,65 солнечной, радиус — около 0,68 солнечного, светимость — около 0,119 солнечной. Эффективная температура — около 3869 K.
Второй компонент (HD 97101B) — красный карлик спектрального класса M2V, или M2,5. Видимая звёздная величина звезды — +9,98m. Масса — около 0,542 солнечной, радиус — около 0,548 солнечного, светимость — около 0,048 солнечной. Эффективная температура — около 3397 K. Удалён на 34,1 угловой секунды.
Третий компонент (HD 97100) — жёлтая звезда спектрального класса G0, или G5. Видимая звёздная величина звезды — +9,119m. Радиус — около 9,41 солнечного, светимость — около 52,785 солнечной. Эффективная температура — около 5071 K. Удалён от первого компонента на 216,2 угловой секунды, от второго компонента на 200,9 угловой секунды.
Четвёртый компонент (UCAC2 42583949) — жёлтая звезда спектрального класса G. Видимая звёздная величина звезды — +13,058m. Радиус — около 5,32 солнечного, светимость — около 16,356 солнечной. Эффективная температура — около 5229 K. Удалён на 233,9 угловой секунды.
Пятый компонент (UCAC4 603-049130) — жёлто-оранжевая звезда спектрального класса K-G. Видимая звёздная величина звезды — +12,855m. Эффективная температура — около 4940 K. Удалён от третьего компонента на 139,4 угловой секунды.

## Планетная система
В 2020 году группой астрономов у звезды обнаружены планеты GJ 414 A b и GJ 414 A c.
В 2019 году учёными, анализирующими данные проектов HIPPARCOS и Gaia, у звезды обнаружена планета HIP 54646 d.